# Webster Hotel
El Webster Hotel  es un hotel histórico ubicado en Nueva York, Nueva York. El Webster Hotel se encuentra inscrito  en el Registro Nacional de Lugares Históricos desde el 7 de septiembre de 1984. Tracy and Swartwout fueron los arquitectos del Webster Hotel.

## Ubicación
El Webster Hotel se encuentra dentro del condado de Nueva York en las coordenadas 40°45′22″N 73°58′56″O / 40.756111, -73.982222.